# Chorvatská františkánská provincie svatých Cyrila a Metoděje
Chorvatská františkánská provincie svatých Cyrila a Metoděje, přesněji Provincie svatých Cyrila a Metoděje Řádu menších bratří v Chorvatsku (chorvatsky Hrvatska franjevačka provincija sv. Ćirila i Metoda) je provincie františkánského řádu římskokatolické církve se sídlem v Záhřebu.
Územní působnost provincie je v Chorvatsku a Srbsku (včetně provincie Vojvodiny a města Bělehrad), dále také v Rakousku, Německu a Austrálii.

## Historie
Provincie byla založena v roce 1900 a má kláštery po celém území severní části Chorvatska a dále v srbských městech Subotica, Bač, Novi Sad a Zemun.
Provincie provozuje vlastní kněžský seminář v Záhřebu a vydává také provinční periodikum Fraternitas.

## Kláštery provincie
Záhřebská Cyrilometodějská provincie má své pobočky či zastoupení v následujících městech: 
- Bjelovar
- Čakovec
- Čakovec-Jug
- Cernik
- Čuntić
- Đurđenovac
- Đurmanec
- Hrvatska Kostajnica
- Ilok
- Jastrebarsko
- Karlovac
- Klanjec
- Kloštar Ivanić
- Koprivnica
- Krapina
- Našice
- Osijek
- Požega
- Rijeka
- Samobor
- Šarengrad
- Slavonski Brod
- Špišić Bukovica
- Varaždin
- Virovitica
- Vukovar
- Záhřeb
- Zapolje